# Diên Lâm
Diên Lâm là một xã thuộc tỉnh Khánh Hòa, Việt Nam.

## Lịch sử
Ngày 16 tháng 6 năm 2025, Ủy ban Thường vụ Quốc hội ban hành Nghị quyết số 1667/NQ-UBTVQH15 về việc sắp xếp các đơn vị hành chính cấp xã của tỉnh Khánh Hòa năm 2025 (nghị quyết có hiệu lực từ ngày 16 tháng 6 năm 2025). Theo đó, hợp nhất xã Xuân Đồng vào xã Diên Lâm.

## Địa lý
Xã Diên Lâm có ranh giới với các xã:
- Phía Bắc giáp các xã Bắc Khánh Vĩnh và Nam Ninh Hòa
- Phía Nam giáp các xã Diên Lạc, Diên Thọ và Khánh Vĩnh
- Phía Đông giáp xã Diên Điền
- Phía Tây giáp các xã Trung Khánh Vĩnh và Tây Khánh Vĩnh

Xã có diện tích 117,81 km², dân số năm 2025 là 16.059 người, mật độ dân số đạt 136 người/km².